# Брезова
Брезова (словен. Brezova) — поселення в общині Целє, Савинський регіон, Словенія.
Висота над рівнем моря: 322,4 м.